# Barca do Lemano

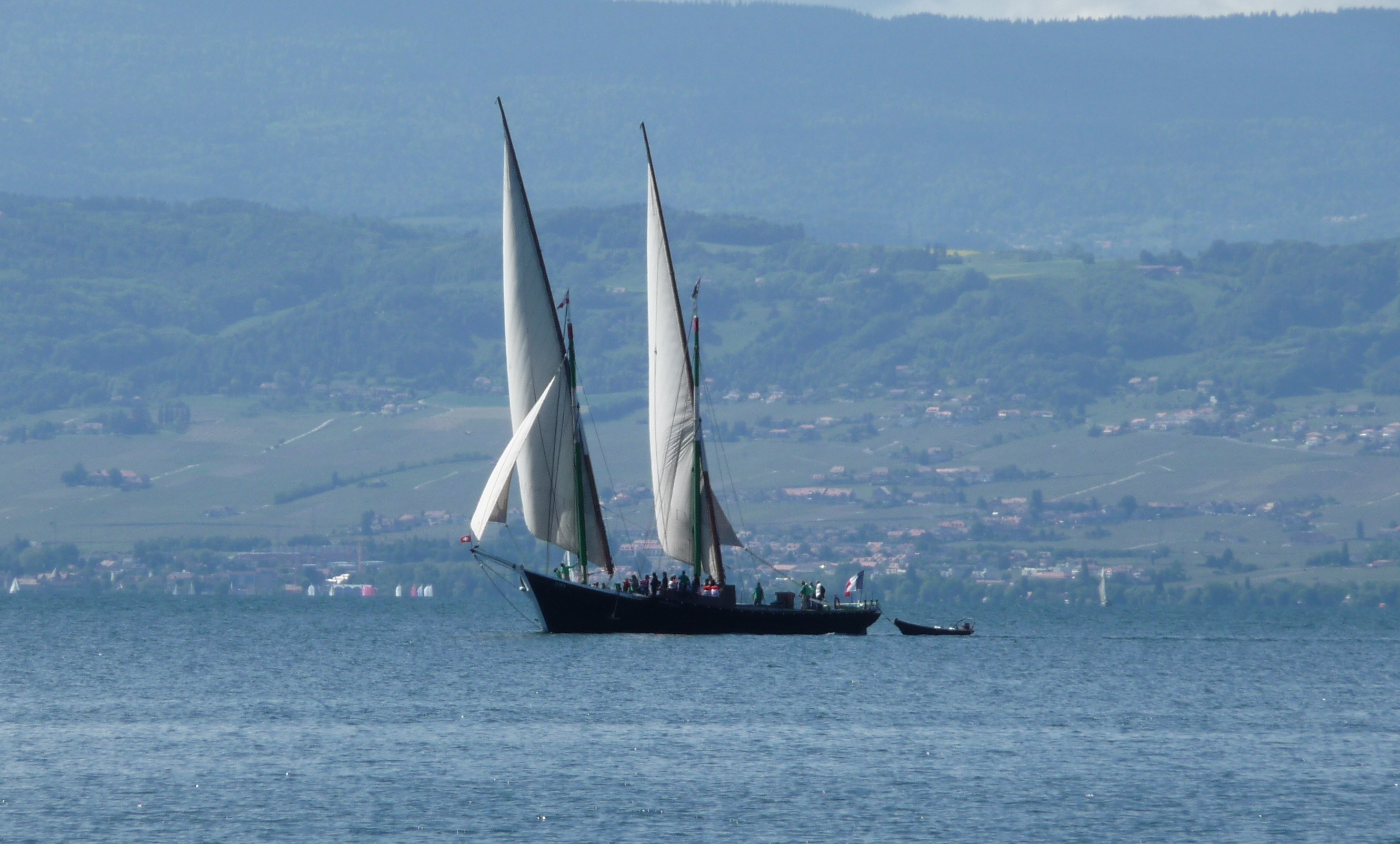
La Savoie

A Barca do Lemano , eram embarcações de grandes dimensões destinadas à navegação lacustre e equipadas de velas latinas que foram utilizadas no lago até ao princípio do século XX e que serviam ao transporte de materiais. Actualmente existem cinco em actividade destinadas ao recreio.

## História
Diferentes estudos têm sido feitos para saber a origem destas barcas mas pensa-se que se trata de origens italianas até porque os termos técnicos são nessa língua, assim como o aspecto próximo das galés. Por outro lado a configuração, e mesmo as dimensões são próximas, das tjalks holandesas que aliás também tinhas uma utilização fluvial.
Destinado ao transporte de material pesado como a pedra que era extraída da pedreira de Meillerie junto ao Lago Lemano, na Alta Saboia, é essa situação que tem uma  importância capital para a utilização das barcas para poderem livrar a pedra , e se  Genebra  enquanto que a metrópole de toda a região Lemánica, muito aproveitou não só na construção de prédios como nos cais de pedra ou na Ilha Rousseau, ambas obra do engenheiro-militar Guillaume-Henri_Dufour, todo esta zona aproveitou como o provam os edifícios que utilizaram essa pedra e se vão encontrar em construções em toda a volta do lago; Évian-les-Bains, Thonon-les-Bains do lado francês e Lausana, Morges e Rolle do lado suíço, mas mesmo em fortificações e castelos como foi o caso de Castelo de Chillon ou Castelo de Ripaille  - 

## Concepção
O comprimento total varia entre 10 a 15 m, o calado é relativamente pequeno - entre 0,5 a 1 m -, tem fundo plano e para a estabilidade tem uma boca náutica de 6 a 9 m, e uma vela latina com uma superfície total de 260 m2 . Com estas características podia transportar até 180 toneladas com uma equipagem de unicamente e 3 marinheiros.

## As barcas
Atualmente há cinco bascas a navegar e que são:
- La Neptune  foi construída em 1904 e afundou-se em 1972, mas foi reabilitada e comprada pelo Estado de Genebra para servir de testemunho da navegação comercial sobre o Lemano. Em 1976 Genebra dá a gestão da barca à Fundação Neptuno. A barca está baseada em Genebra na Suíça [3]
- La Vaudoise, de Vaud como o cantão, foi a última barca construída em Meillerie en 1932 e está baseada Lausana, na Suíça e navega com as cores da "Confrérie des Pirates d'Ouchy"   [4]
- La Savoie, de Saboia, foi construída em 2000 e é uma réplica de uma que havia sido construída em 1896 e foi construída em três anos com os utensílios da época para se estudar como se trabalhava na época. Além disso serviu de primeiro emprego para pessoas com dificuldades sociais de integração. Está baseada em Évian-les-Bains, na França [4]
- La Barque, réplica construída de 1997 a 2009 que está baseada em Villeneuve na Suíça [5]
- L'Aurore, é uma réplica de um barco mais pequeno que as barcas do Lemano para o transporte de pessoas. Esta réplica foi construída em 2000 [6]

Não sendo uma barca mas sim uma galé, La Liberté de Morges pode-se naturalmente incluir neste conjunto de embarcações históricas do lago Lemano 

## Imagens

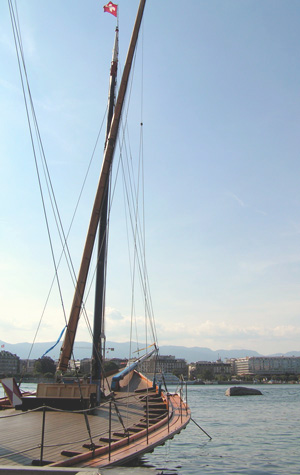
La Neptune
La Vaudoise em Ouchy
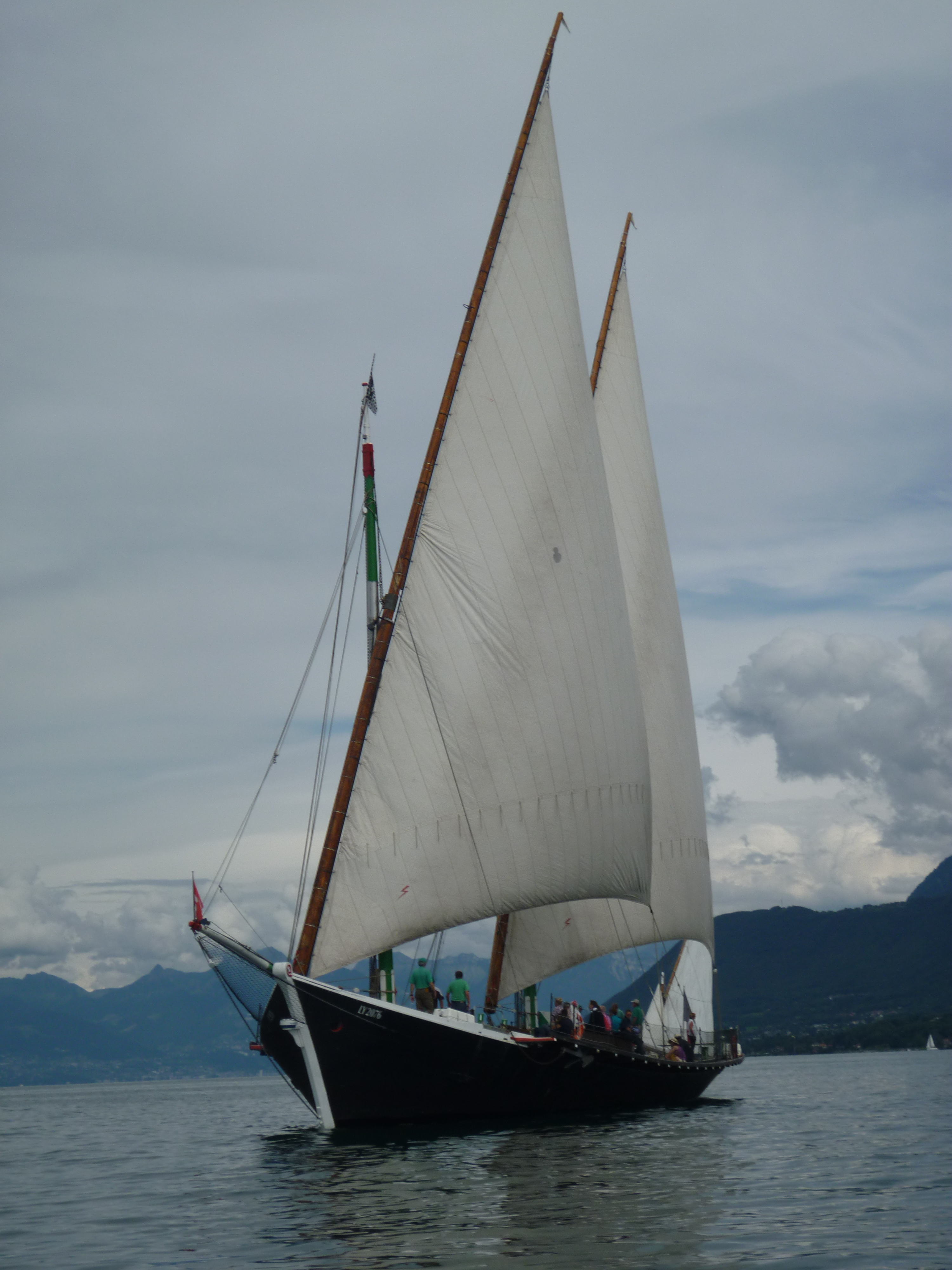
La Savoie

E ver também 
- Reunião de Barcas do Lemano em 2012